# 初恋のカケラ
「初恋のカケラ」（はつこいのカケラ）は、THE ポッシボーの2枚目のシングル。2006年12月10日にGOOD FACTORY RECORDSから発売された。

## 解説
- カップリング曲「あなたに夢中」は、キャンディーズのカバー。
- 2007年1月21日にシングルVが発売された。

## 収録曲
1. 初恋のカケラ
作詞・作曲：つんく、編曲：高橋諭一
2. あなたに夢中
作詞：山上路夫、作曲：森田公一、編曲：高橋諭一
3. 初恋のカケラ（Instrumental）
4. あなたに夢中（Instrumental）

## シングルV
2007年1月21日に発売された、上記作品のシングルDVD。

### 収録曲
1. 初恋のカケラ（Music Video）
2. あなたに夢中（Photo&Music Show）
3. 初恋のカケラ（メイキング映像）
4. 初恋のカケラ（特典映像/歌詞あり）

## タイアップ
- テレビ埼玉「埼玉ドライブナビゲーション」エンディングテーマ